# ネルソン級戦艦
ネルソン級戦艦（ネルソンきゅうせんかん、Nelson class battleship）は、ワシントン海軍軍縮会議の結果、条約型戦艦のうち16インチ砲戦艦2隻の保有権を獲得したイギリス海軍が建造した超弩級戦艦の艦級である。同型艦は2隻で、1番艦ネルソンは1927年に竣工した。
本級はワシントン条約で定められた排水量内で最大の攻撃力と防御力を実現したものの、代償に速力を失った。

## 概要
ワシントン海軍軍縮条約（以下条約）の第3項目において、建造中および未起工の艦は全て中止されることになっていた。しかし、大日本帝国は未済工事が残っていた長門型戦艦「陸奥」の竣工を主張したため、それを認める代わりに英米に対する日本の戦艦保有量が6割を超えるのを防ぐ目的から英米に対して16インチ砲戦艦2隻の追加保有が認められた。このためアメリカ海軍はデラウェア級戦艦2隻の廃艦と引き換えにコロラド級戦艦のうち工事の進んでいた「メリーランド」に加え、2隻の追加建造が認められて3隻となった。
この時点でイギリス海軍において16インチ砲戦艦はなく、イギリスにも「サンダラー」と「キング・ジョージ5世（初代）」の廃艦と引き換えに16インチ砲戦艦2隻の建造枠が認められた。第一次世界大戦の戦訓を取り入れて一から設計できるのは大きなアドバンテージであり、1922年度計画で2隻の建造が承認された。
本級は、同条約期間中に新造された唯一の戦艦であり、英国が建造した唯一の16インチ砲を搭載する超弩級戦艦であり、また英国が建造した唯一の三連装主砲塔を持つ戦艦である。本級の主砲塔は、艦首甲板上に16インチ三連装砲3基全てを集中配置している。この主砲の前方集中配置は世界の海軍の注目を集め、各国の新戦艦設計時に検討されることとなるが、後述する弊害が発生するため、結局この配置を採用したのはフランス海軍（ダンケルク級戦艦及びリシュリュー級戦艦）のみとなった。
第二次世界大戦末期、ネルソンは長駆マレー半島まで活動したが、酷使され船体の痛みが激しかったロドニーは係留状態で終戦を迎えている。

### 設計

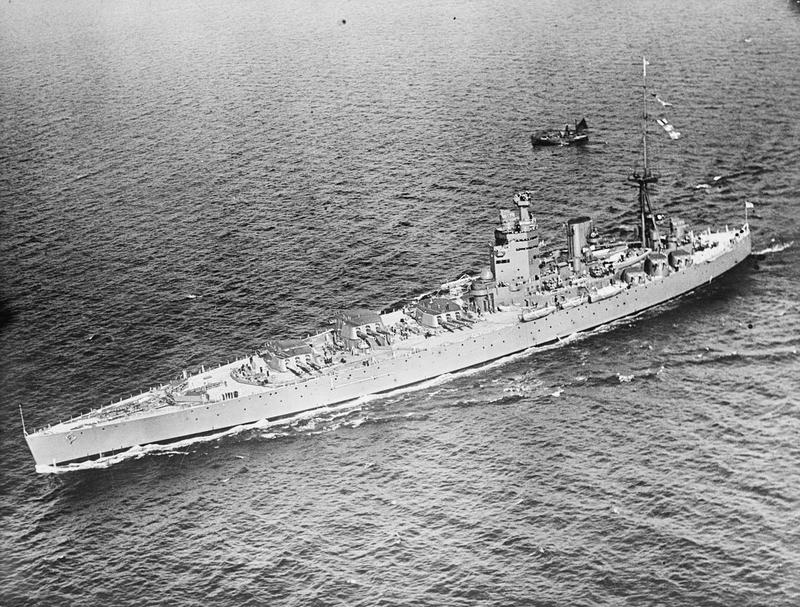
竣工時の「ネルソン」。本級はイギリス海軍では初めて主砲塔を三連装砲としたクラスであった。

本級は、造船官ユースタス・テニソン＝ダインコートの最後の設計となった。
条約締結前の1921年に計画されていたG3型巡洋戦艦をタイプシップに採り、これを条約制限ギリギリの基準排水量35,000トンで収まる船体に16インチ砲9門を持つ戦艦として計画された。しかしG3型がポスト・ジュットランド型戦艦として、攻撃力・防御力・速力を重視して計画されたのに対し、本級は条約の制約によってその全てを求めることはできなかった。このため、イギリスは排水量上限を43,000トンとする特例を画策した。しかし、1921年11月にはワシントン条約の内容が確定したことから、本級は攻撃力と防御力のみを重視し、速力は当時の標準として改めて12月17日に16インチ砲を搭載する速力23ノット台の戦艦として設計しなおされた。
当初はイギリス海軍省はN3型戦艦を小型化した物を要求したが、海軍設計局長であるダインコートは「35,000トンの枠内では要求性能を満たすことは至難である」と回答したため、逆に設計局側から新戦艦の設計をまとめるために敢えて主砲を15インチ砲を搭載する事と装甲厚を1インチ（25mm）減少させることで軽量化を図ること、高張力鋼等の軽量化素材を広範囲に用いる事で船体の軽量化を図ることは可能か否かを問う質問状が送られる事態となった。この質問状に対して軍令部長は、新戦艦の15インチ砲搭載は他国が16インチ砲戦艦への対抗上で考えられない事と、防御装甲の減厚は0.5インチ以上は認められないという回答を設計局長宛てに返信した。この際に軽量化素材の採用は認めており、従来は装甲板として使用されていたDS鋼を広範囲に船体鋼材として使用する許可を与えて設計の範囲を広げた。本級の設計は1922年9月11日に承認され、11月28日に「ネルソン」と「ロドニー」が起工された。

### 評価
本級はイギリス海軍において満足のいく戦艦ではなかった。なぜなら、本級の設計は条約という足枷によって大幅な妥協を余儀なくされたからである。
後述する理由により後方砲撃力が不足と評価され、防御面でも傾斜装甲の防御効果は良好と判断されたが、軽量化のため防御範囲が狭く、水中防御も満足な対策が執れないために様々な面で能力不足と認識された。
また、本級は集中防御に伴う特殊な船体形状により運動性が悪いという問題があり、特に低速時の運動性は劣悪と艦隊側から評価されている。加えて、主砲塔全てを艦首に集中配置したために発砲時の爆風圧力は猛烈な物となり、特に後方に向けて射撃した際には上部構造物や甲板を損傷する可能性があった事から、平時に艦後方に向けての射撃が禁止されていたなど運用性に問題があった。これ以降、イギリス海軍は主砲の前部集中配備を採用せず（後にライオン級戦艦の改設計等の機会に、後部砲塔を撤去したかたちでの前部集中案が検討されている。ただし建造コストを抑える、工期短縮を図る等どちらかといえば消極的な理由による。）、ダンケルク級とリシュリュー級を建造したフランスもガスコーニュ級戦艦では前部集中配備をやめる予定であり、艦形として評価が高くないのは事実である。

## 艦形

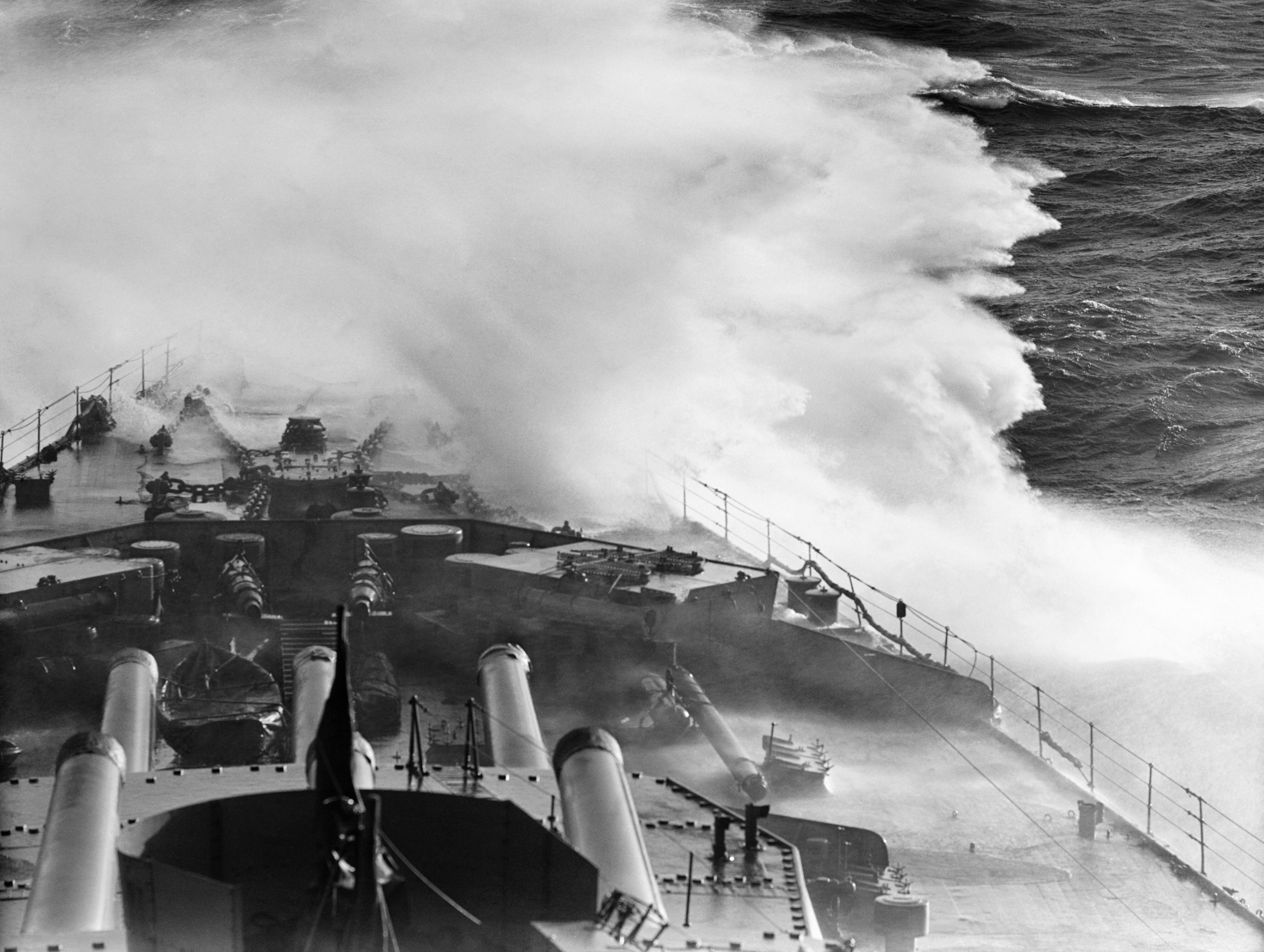
外洋航行における「ロドニー」。艦首の凌波性が判る写真。

本級の船体は、弩級戦艦以降では初の平甲板型船体を採用した。ほぼ垂直に切り立った艦首から主砲を真正面方向へ仰角をかけずに斉射できるようにする為に艦首甲板の傾斜（シア）は全く設けられていなかった。その艦首甲板上に40.6cm（16インチ）砲を三連装砲塔に収めて3基を艦首方向に配置していた。その搭載様式は、1・3番主砲塔を甲板上に置き、その間の2番主砲塔のバーベットを伸ばして一段、高所に置いて背負い式とした。3番砲塔は2番主砲塔のバーベットと上部構造物に挟まれたため、射角が他の砲塔よりも著しく小さくなっている。
もしも3番砲塔を2番主砲塔よりも高所に配置すれば重心の上昇を招く上に、3番主砲塔を避けるために操舵艦橋・戦闘艦橋の位置をより高くする必要が生じ、これは更なる重心の上昇を招いてしまう。重心の上昇は荒天時の横揺れの悪化や左右への主砲斉射時の反動から来る動揺悪化に繋がる為、敢えて3番主砲塔を甲板に置くこの配置になったとされる。ちなみに3基のすべての主砲塔を艦橋前に集中配備したのは本級のみであるが、砲塔を5基以上搭載する艦で、艦の前部ないし後部に砲塔を3基並べた例は珍しいものではないが、いずれも3基の砲塔のうち1基のみを高所に配置した背負い式としている（背負い式砲塔をはじめて採用したのはアメリカのサウスカロライナ級戦艦であるが、続くデラウェア級戦艦から、砲塔を3基連続して並べる際は、1基のみを高所に配置するのが基本となり、他の艦もこれを踏襲している。但し未成艦を加えるなら、天城型巡洋戦艦は3番4番砲塔を5番砲塔より高所に配置している）。

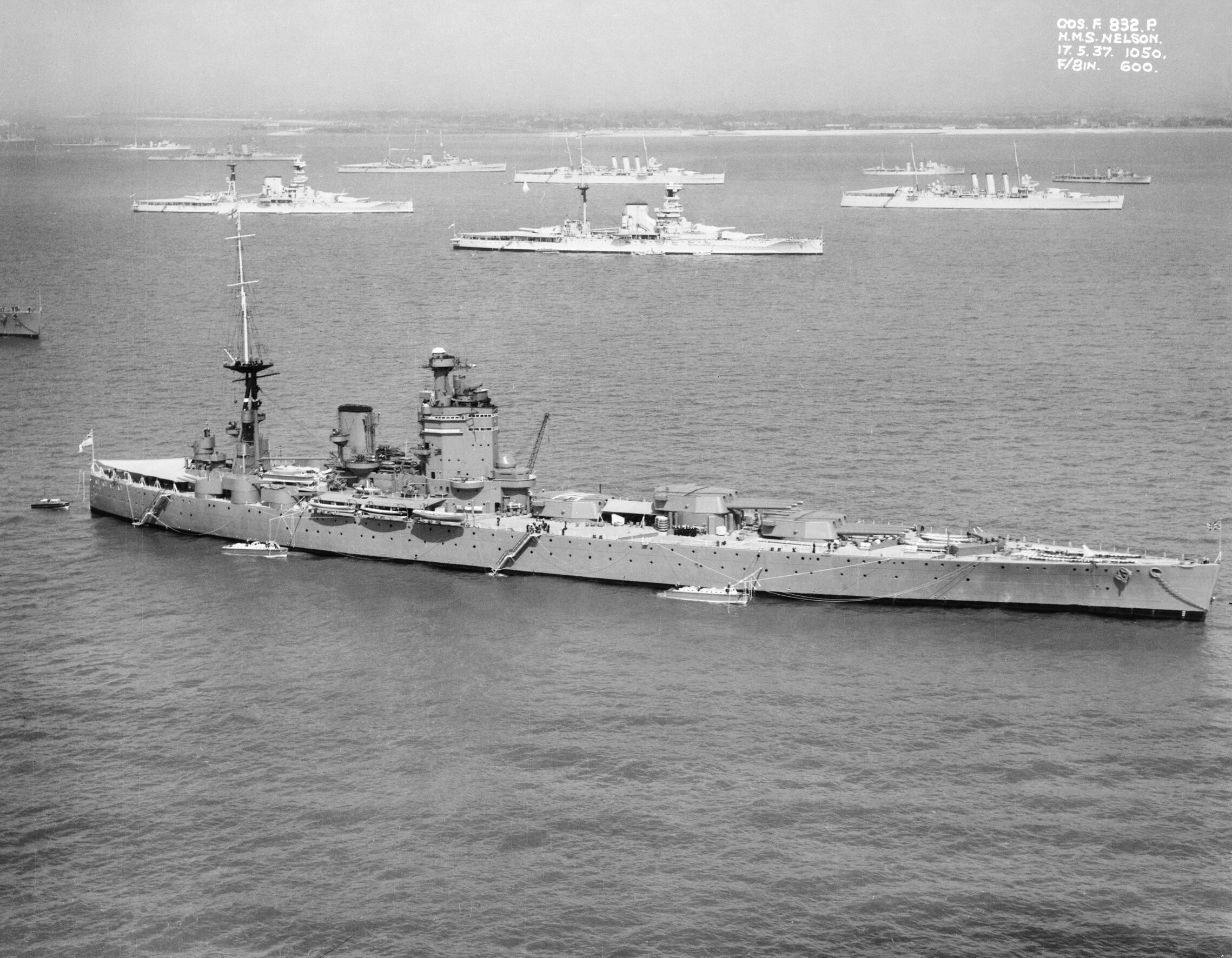
1937年に開催されたキング・ジョージ六世戴冠記念観艦式における「ネルソン」。全長の半分を占める艦首甲板上の主砲塔群が判る写真。

本級の艦橋は司令塔を下部に組み込んだ点は既存艦と同一であるが、その上の艦橋構造はイギリス海軍史上初の塔型艦橋を採用した所に特色がある。三脚マスト時代にもフラットを何段にも重ねて多層化させるのは既存戦艦で行っていたが、これは対荒天性に問題があり、内部に太い支柱があるために部屋の使い勝手も悪いという不具合を解決するものであった。

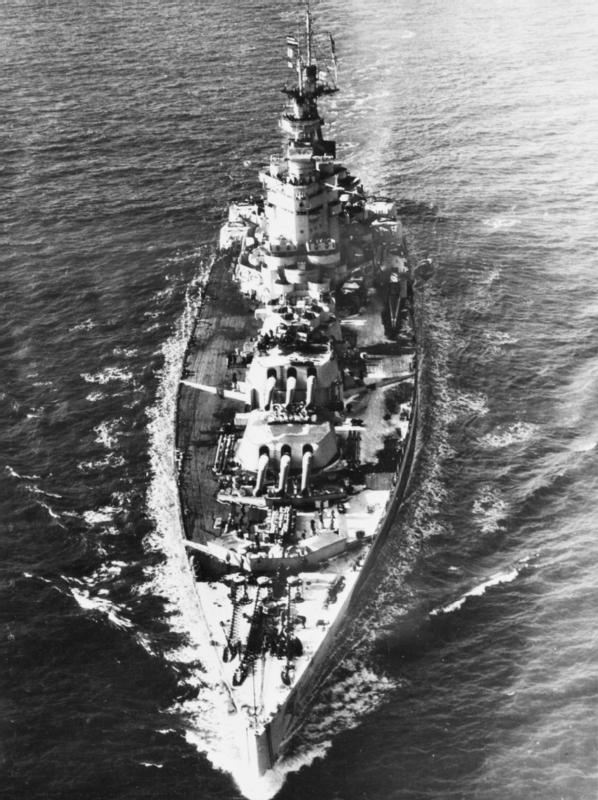
対空火器を増設したネルソン。

船体の後部に位置する艦橋はビルディングを思わせる六角柱の形状で、頂上部は既存艦よりも広かった。そこに主砲用15フィート（4.58m）測距儀1基を内蔵する射撃方位盤が艦橋上に1基と、メインマスト後部に1つずつ計2基を搭載していた。この方位盤室は厚さ25mmから50mmの装甲板で防御されており、電動モーターで旋回駆動していた。その後方に副砲用測距儀として12フィート（約3.7m）測距儀、対空測距用に9フィート（約2.75m）測距儀を艦橋の側面と後部マスト周辺に搭載していた。
また艦橋構造は上面から見て三角形状に整形しており、主砲の爆風をまともに受けないようにする工夫でもあった。しかし、公試時に3番主砲塔を後方に向けて斉射した所、3番主砲からの爆風で艦橋の窓ガラスはおろか、内部の伝声管や精密機械が立て続けに壊れる事態が発生した。そのため後方射撃時には3番主砲塔は使用しないことになり、後方砲撃力は2/3に減少することとなった。

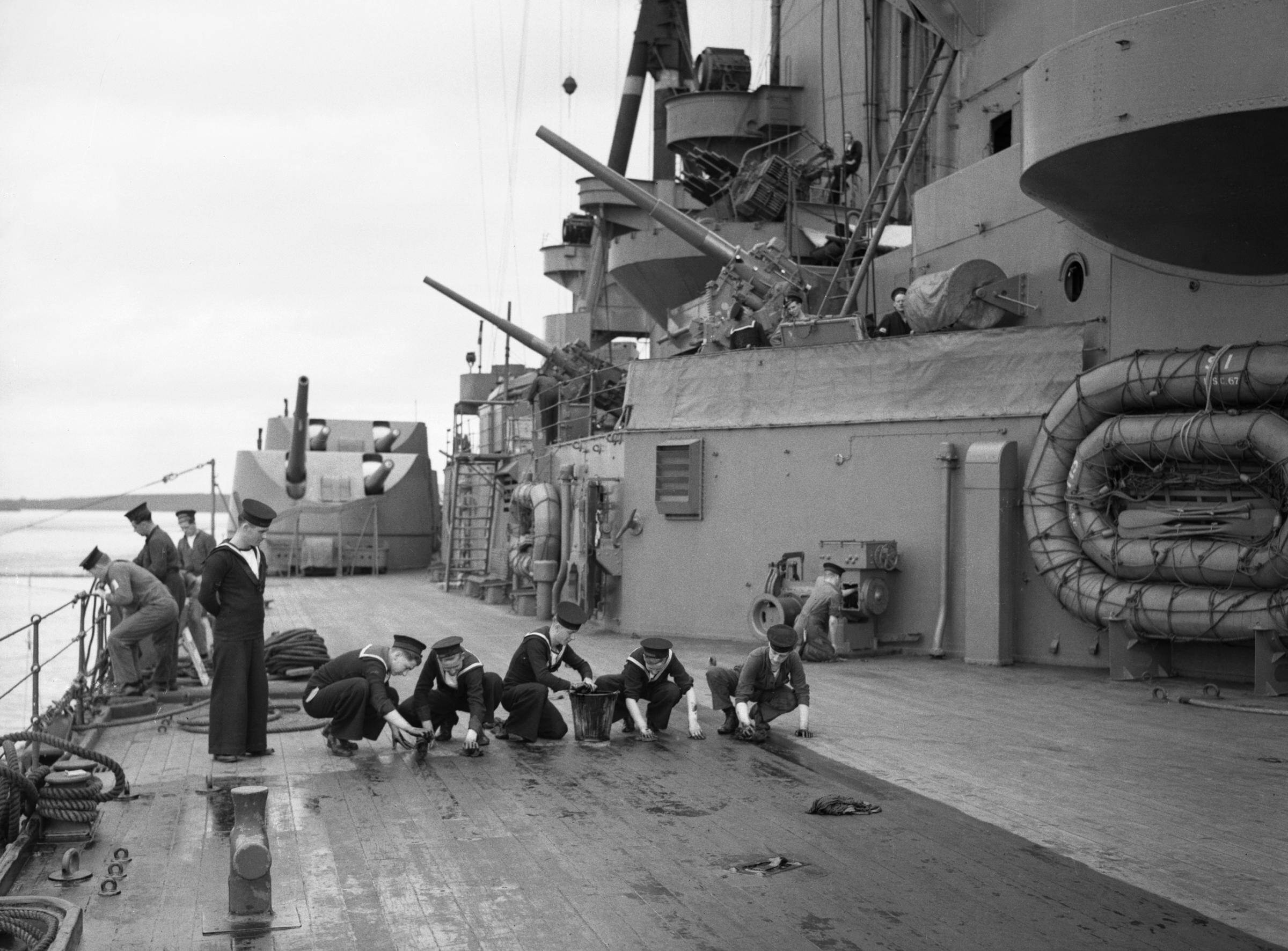
1940年に撮られた「ロドニー」を右舷側から撮影された写真。艦尾側の15.2cm連装副砲塔の射界は上部構造物に制限を受けていることが良く判る写真。

主砲塔全てを艦前部から中央部にかけて集中配置した為に、艦橋・機関区は唯一余ったスペースである艦尾部に集中配置せざるを得なかった。この中でも艦橋から煙突にかけての周辺物は甲板から一段分上がった上部構造物に配置されて爆風に対する処置が採られていた。艦橋から若干離れた場所に1本煙突が立ち、煙突と三脚式の後部マストにかけての限られたスペースが艦載艇置き場となっており、三脚檣の基部に設けられたクレーン1基により運用された。小部マストの背後に副砲・高角砲指揮所が片舷1基ずつ計2基配置され、上部構造物の末端に後部主砲測距儀所が設けられた。1本煙突の背後の舷側甲板上に「15.2ｃｍ（50口径）速射砲」を連装砲塔に収めて片舷3基ずつ計6基が配置されていた。
この艦橋と煙突の配置は風向きが追い風となった時に煙突から排出される高温の煤煙が逆流し、艦橋上部に位置する測距・見張作業が困難になった。最大の重量物である砲塔を前部に集中したため、重心が前に偏って操艦が難しく、歴代艦長から「英国海軍は今後ネルソン級を模範とした艦形を採用すべきでない」と苦情が出るほどであった。そのため、艦隊行動の際に港湾に入港するときには本級は最後にまわされ、出港時には衝突の危険がある船は予め避難する必要があった。しかし、実際に問題になったのは艦橋寄りの主砲の後方射撃時の爆風であり、機敏とは言えないが比較的小さな旋回半径で回頭させられる事も相まって、取り回しの悪さは杞憂となった。

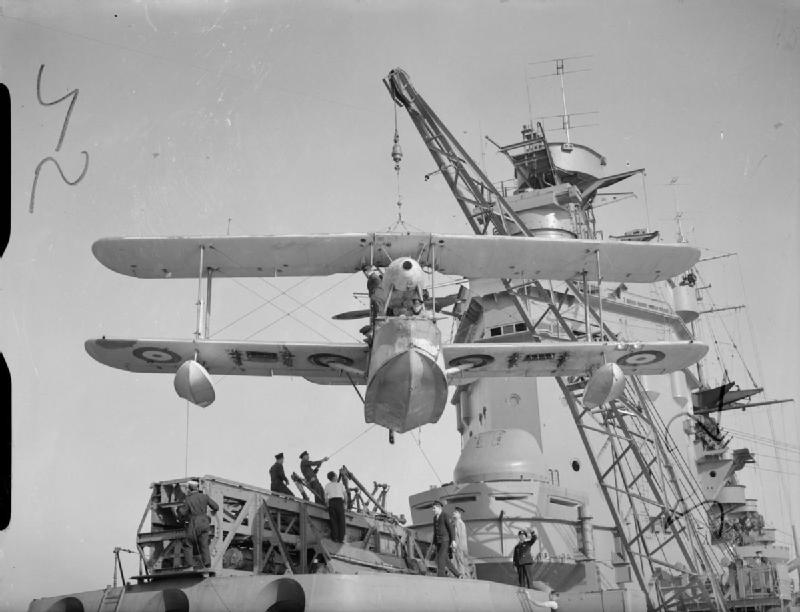
「ロドニー」で水上機の運用を撮影した写真。

就役後の1935年に「ネルソン」が、1936年に「ロドニー」で水上機を搭載した際に、水上機を運用するスペースが後部甲板上に無かったため、止む無く水上機用クレーンを艦橋に近い左舷部に新設し、「ロドニー」のみカタパルトを3番主砲塔に配置したのが外観の相違点である。
本級は新造時から高角砲を搭載しており、新設計の「Mark VIII 12cm（43口径）高角砲」が爆風避けの防盾を付けられて単装砲架で艦橋と煙突の両脇に1基ずつ、後部甲板上に対空射撃指揮所の後部に片舷1基ずつで計6基を配置していた。近接火器として4.7cm速射砲4基が搭載されており、対空機関砲は4cmポンポン砲を8基、いずれも単装砲架で搭載していた。

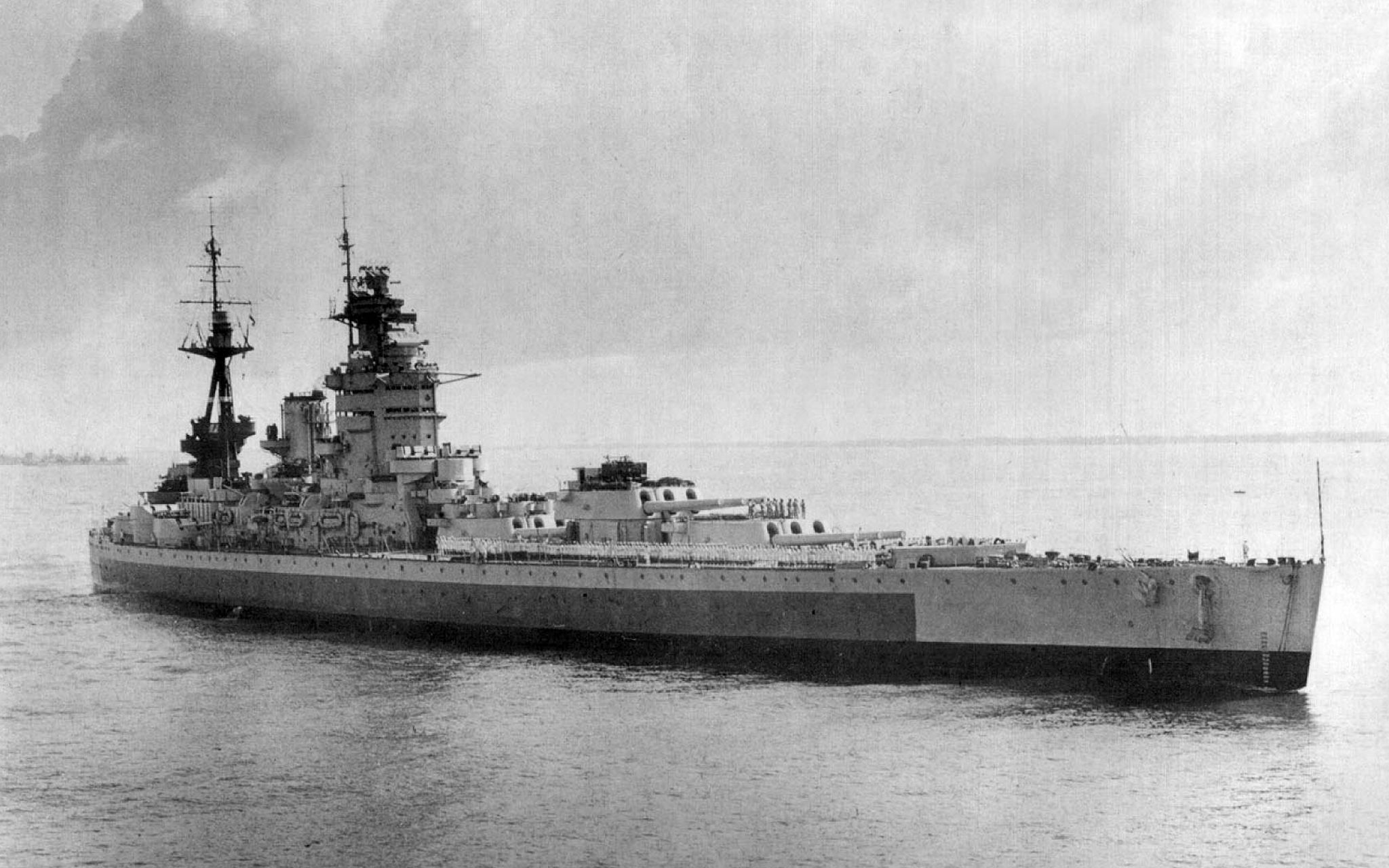
1945年頃に西インド洋での「ネルソン」
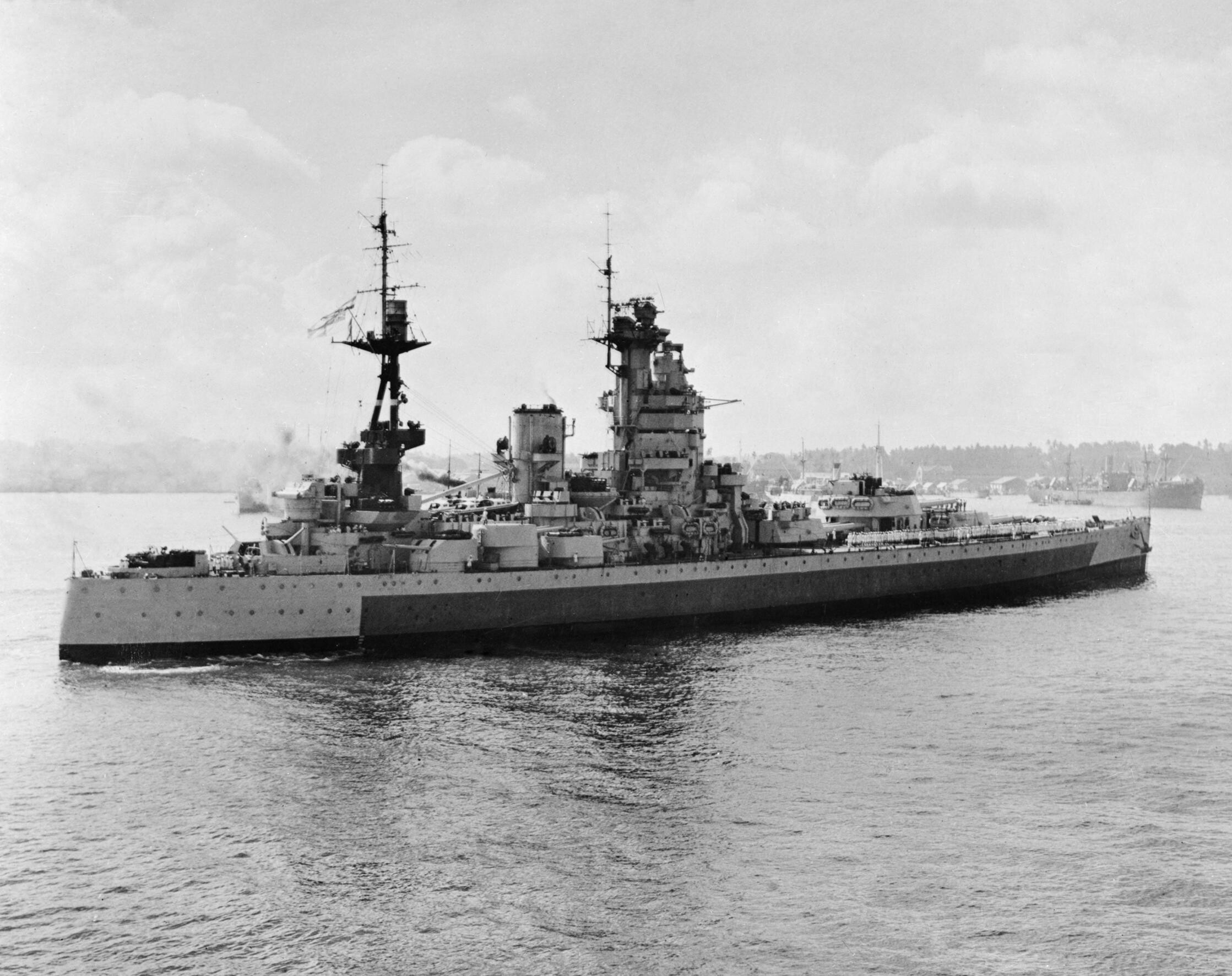
1945年頃に西インド洋での「ネルソン」

## 兵装

### 主砲

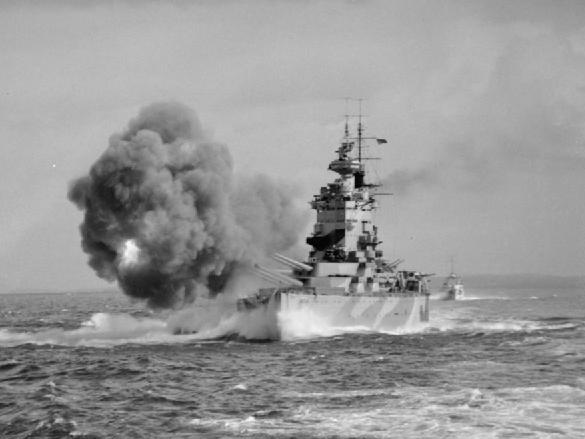
艦首から撮影された「ネルソン」。主砲を右舷に向けて主砲公試中の写真。

本級の主砲は新設計の「Mark I 40.6cm（45口径）砲」である。この砲はイギリス海軍最後の大口径鋼線砲であり、重量929 kgの砲弾を最大仰角40度で36,358mまで届かせることができた。具体的な射程は、徹甲弾(AP弾)なら36,375m、榴弾(HE弾)なら38,120mである。
その砲威力は射距離18,000m台ならば舷側装甲310mm（甲板装甲には、射程35,000mで160mm）を容易に貫通する能力を持つ。しかし、2万m台（第二次世界大戦の平均的な砲戦距離）では舷側貫通能力は272mm～224mmまで急速に落ち込む為、310mm（12インチ）以上の傾斜舷側装甲を持つ新戦艦相手では損害を覚悟して接近しなければならなかった。具体的数値で言えば、距離32,000mで929㎏のAP弾を発射した場合、舷側装甲193㎜、甲板装甲165㎜を貫通可能であった。
これは、本砲がドイツ式の高初速軽量弾のデータに強い影響を得て開発されたためである。このタイプの砲は近距離において格上の主砲口径と同等の威力を持ち、第一次世界大戦時のような射距離1万m以内での砲撃戦ならば有効であったが、反面で2万mを超える射距離では砲弾が軽量なために威力が低下する欠点があった。よって完成後のテストでは早々に遠距離での威力不足・高初速発射による散布界悪化・砲身命数の低下という数々の問題点が明らかになり、やむなく弱装薬による運用で解決したところ、更なる能力低下が起きた。総合的な評価は第一次世界大戦時の15インチ砲と大差ない有様であった。
この砲を同じく新設計の三連装砲塔に収めた。砲身の俯仰能力は仰角40度・俯角3度である。1,470トンもある砲塔の旋回、主砲身の俯仰、砲弾の揚弾・装填装置の動力は従来の蒸気駆動式の水圧ポンプではなく、新設計の油圧式を採用し、動作速度では従来の様式を上回るように設計され、補助に人力を必要とした。給弾機構は米国式を取り入れて発射速度は毎分2発の予定であったが、設計段階で機構部の無理な軽量化が仇となって砲塔の旋回速度・発射速度ともに低下して初期に故障が頻発した。そのためカタログデータの発射速度毎分2発を発揮することは稀で、実際の発射速度は毎分1～1.5発であった。このため艦隊側では次期戦艦の主砲は連装砲塔に戻すように強く要望した。
各砲塔の旋回角度は船体首尾線方向を0度として1番主砲塔（A砲塔）が左右150度、2番主砲塔（B砲塔）が左右160度、3番主砲塔（X砲塔）が左右120度である。各砲塔の旋回角度がそれぞれ異なるのは砲塔の間隔が狭く、互いに旋回に干渉するのを防ぐためである。中でも艦橋に近いX砲塔は迂闊に回せば艦橋を破壊しかねなかったために旋回角度を制限していた。
本級は艦首に主砲塔3基を集中配置した事により、上部構造物があるため艦尾（真後ろ）方向へは、首尾線を0度としてから左右30度で計60度の死角があったが、突然に真後ろから襲撃を受けるような状況は起きないと考えられ、設計段階でさして問題視されなかった。実際、本級の両艦にそのような状況は発生しなかった。
主砲管制装置には最新式機械式コンピューターのAFCT（Admiralty Fire Control Table）が採用された。また他のイギリス艦と同じく、電波兵器は世界でも高水準にあった。1940年代に入ってからは、これまで主力だった光学式測距儀は射撃管制レーダーのバックアップとなっていた。周波数600MHzの試作レーダーが1940年6月に「ネルソン」に搭載され、21,936mの目標探知に成功していた。これは281型レーダーとして正式採用されてキング・ジョージ5世級（2代）や「フッド」に搭載されることが決定し、1941年に「ネルソン」も284型レーダーに更新した。「ロドニー」も1938年より79型対空レーダーをテストを開始しており、1941年に281型レーダーと284型射撃管制レーダーを搭載した。
| 射距離       | 仰角  | 落角  | 存速(m/s) | 対垂直甲鈑 | 対水平甲鈑 |
| ------------ | ----- | ----- | --------- | ---------- | ---------- |
| 5,000 yards  | 2.3°  | 2.5°  | 685       | -          | -          |
| 10,000 yards | 5.1°  | 5.9°  | 608       | -          | -          |
| 15,000 yards | 8.5°  | 10.2° | 542       | 366mm      | 50mm       |
| 20,000 yards | 12.5° | 16.5° | 490       | 310mm      | 72mm       |
| 25,000 yards | 17.5° | 24.6° | 453       | 261mm      | 99mm       |
| 30,000 yards | 23.7° | 33.5° | 436       | 224mm      | 130mm      |
| 35,000 yards | 32.4° | 43.7° | 443       | 193mm      | 165mm      |
| 35,700 yards | 39.2° | 50.5° | 458       | -          | -          |

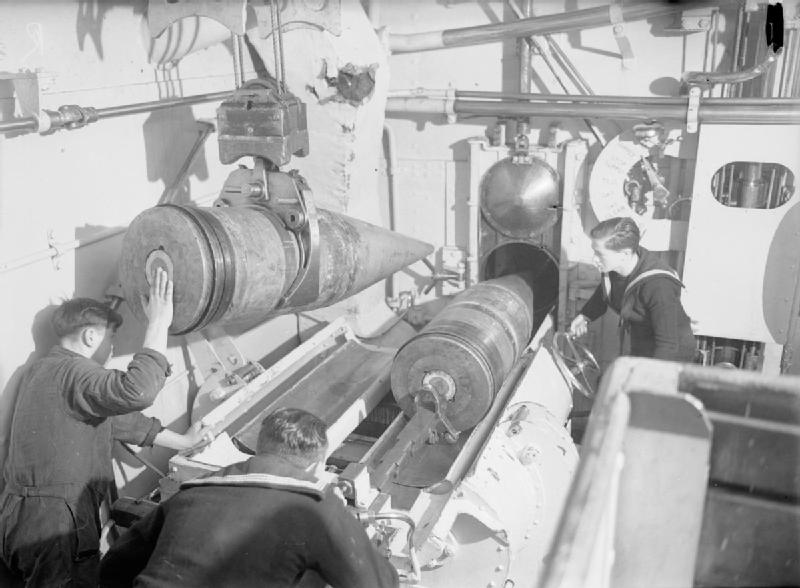
「ネルソン」の弾薬庫内で40.6cm砲弾を揚弾筒に送り込んでいる写真
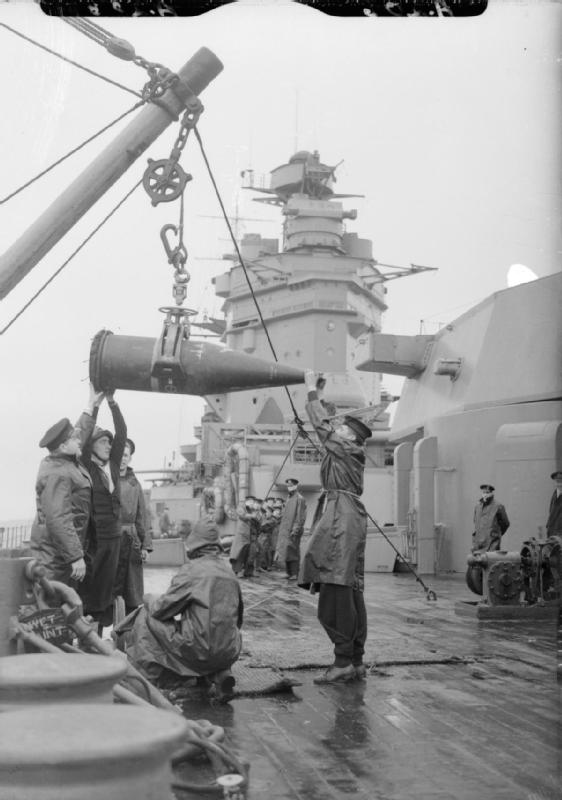
「ロドニー」で40.6cm砲弾を搭載している写真

### 備砲・その他

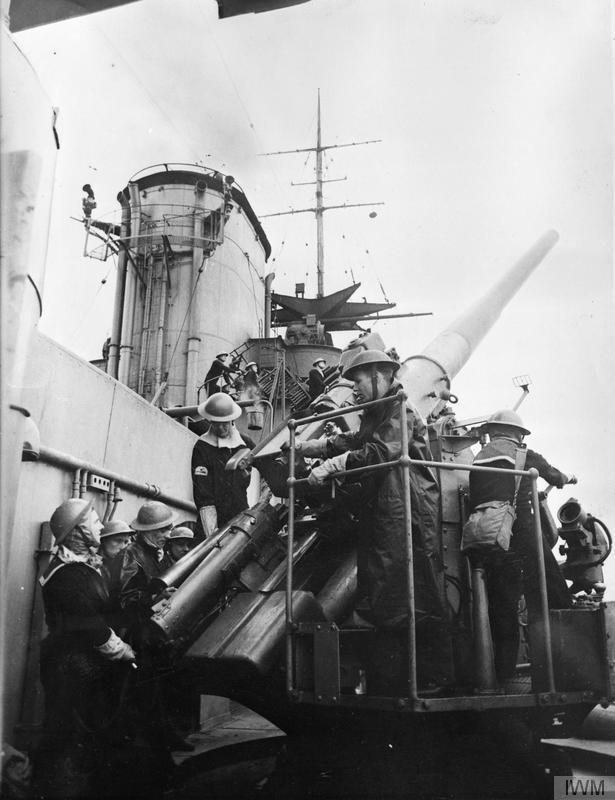
写真は「ロドニー」の艦橋左舷側の12cm単装高角砲。

本級の副砲には新設計の「1926年型 Mark XXII 15.2 cm（50口径）速射砲」を採用し、弩級戦艦からの設計で初になる砲塔に収め、連装砲塔型式とした。この砲は重量45.36kgの砲弾を最大仰角45度で23,590mまで届かせることができた。俯仰能力は仰角60度、俯角5度で、旋回角度は舷側方向を0度として前後100度である。砲身の俯仰・砲塔の旋回・砲弾の揚弾・装填は主に水圧で行われ、補助に人力を必要とした。発射速度は毎分5発である。
配置は煙突から後部マストの間の舷側甲板上に配置され、片舷3基ずつ計6基が搭載された。3つの砲塔のうち中央部砲塔だけが高められたピラミッド配置により舷側方向へは3基6門を指向でき、首尾線方向には左右併せて4基8門を指向できるとされたが、実際は艦首方向には中央部砲塔が上部構造物に遮られるために実質的に2基4門で、艦尾方向にも後檣等が邪魔をするので2基4門程度であった。
この副砲の対水上戦闘力は非常に優れていたが、対空戦闘能力は褒められたものではなく、本級の実質的な対空戦闘は対空レーダーと対空機銃でカバーされていた。

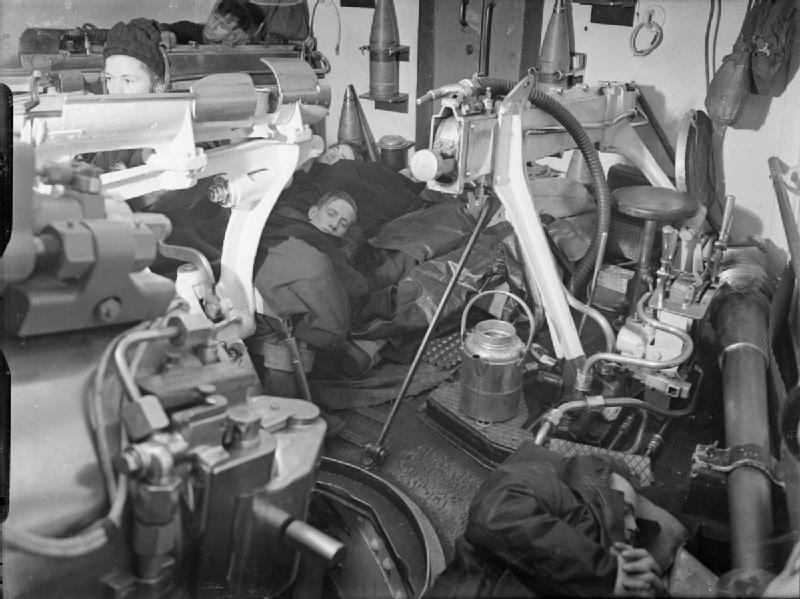
「ロドニー」の15.2cm速射砲の装填機内の写真
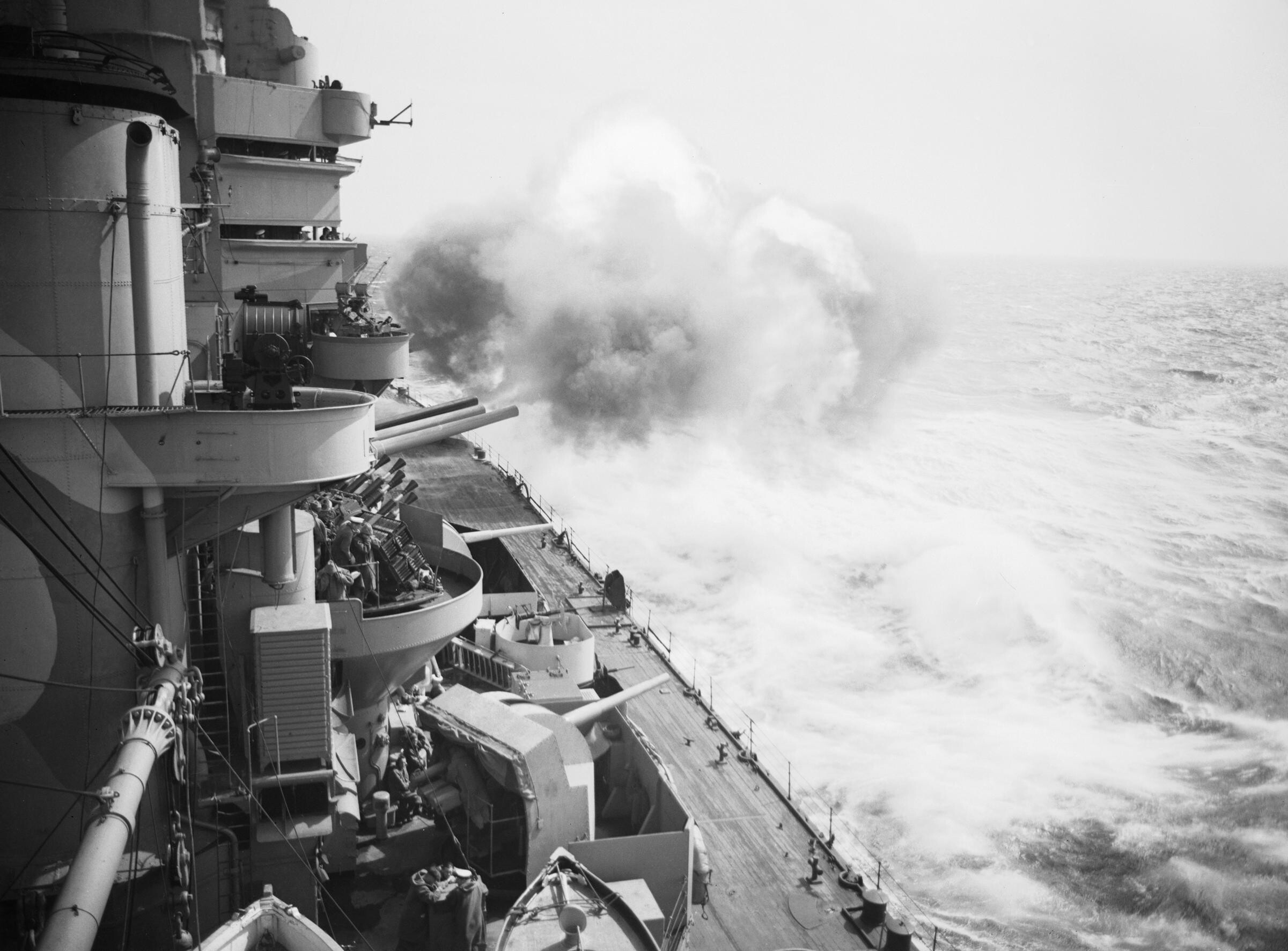
1943年に撮られた「ロドニー」の右舷後方から前方を望んだ写真。12cm高角砲に防盾が付いた。

他に、対空兵装として「Mark VIII 12cm（40口径）高角砲」を単装砲架で、艦橋と煙突の間に片舷2基ずつと艦尾甲板に片舷1基ずつの計6基を分散配置している。この砲は34.5kgの砲弾を仰角45度で14,780m、22.7kgの対空榴弾を最大仰角90度で高度9,750mまで到達させることができた。俯仰能力は仰角90度、俯角5度で、旋回角度は360度旋回できた。発射速度は毎分8～12発だった。
近接対空用として第一次世界大戦時から用いられている「4cm（39口径）ポンポン砲」を装備した。また対艦攻撃用に艦首水面下に62.2cm水中魚雷発射管を片舷1基ずつ計2基装備し、艦首発射管室に12本を予備とした。

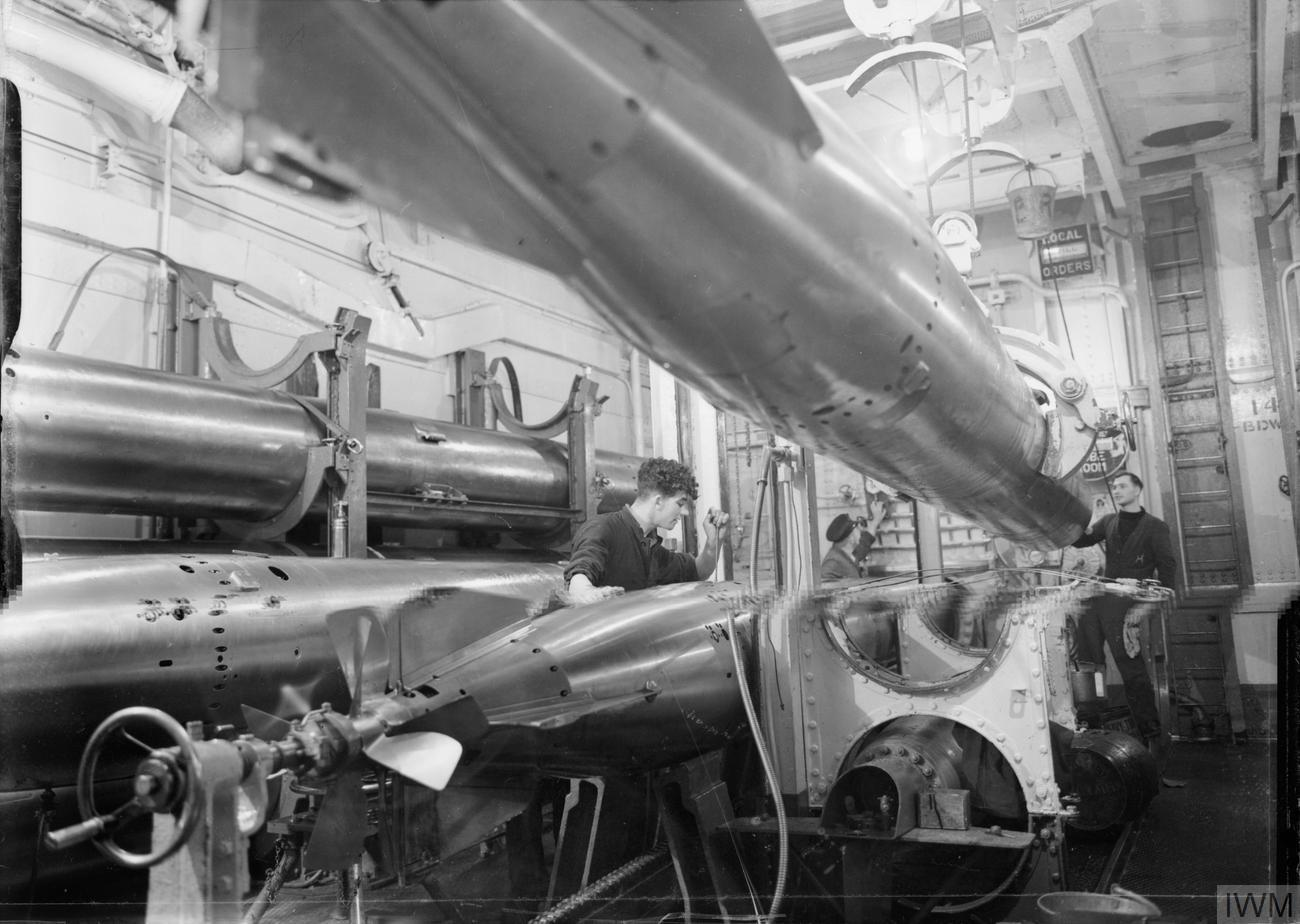
1940年に撮られた「ロドニー」の62.2cm魚雷発射管室の写真
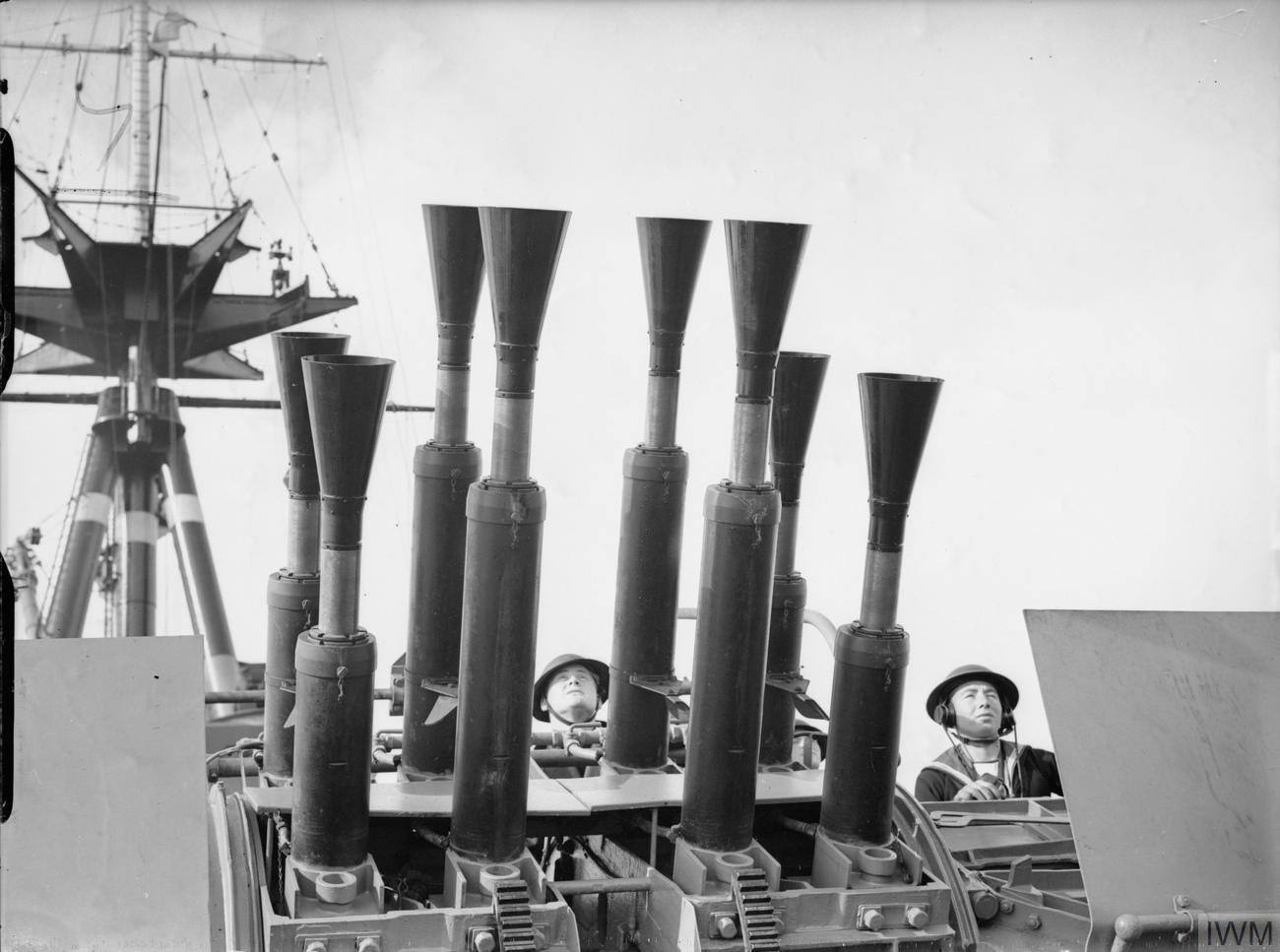
1940年に撮られた「ロドニー」の艦尾側に配置された4cm（39口径）8連装ポンポン砲。

## 防御

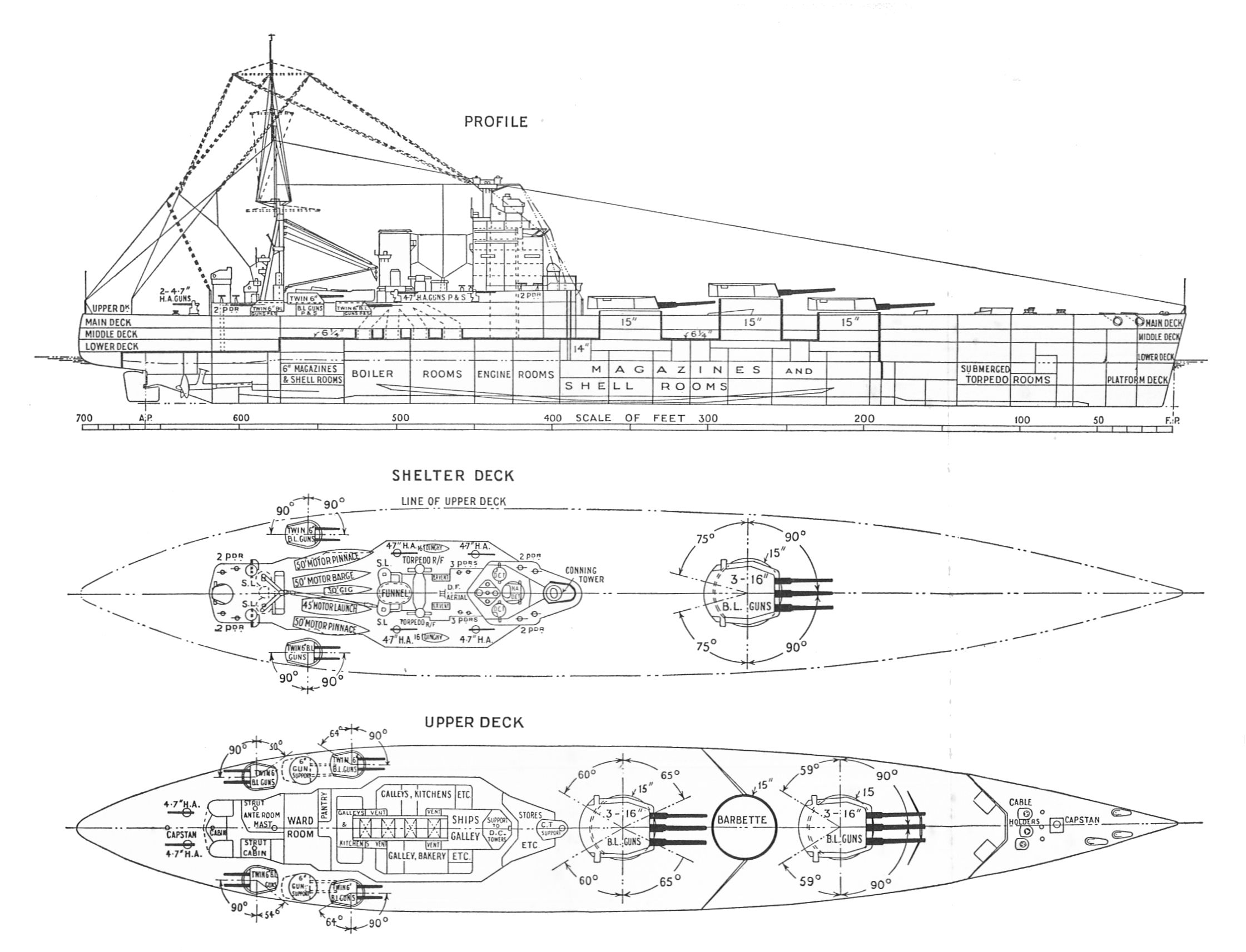
本級の武装配置と防御配置を示した図。

本級の防御は同世代の16インチ砲戦艦と比べて遜色ない重防御がなされている。舷側防御はフッドより受け継がれる傾斜装甲方式を継続して採用しており、水線部に高さ3.96m、厚さ330mmから356mmの装甲を18度傾斜して張り、水平装甲も159mmの一枚板を弾薬庫上面に張っている。しかし、その防御配置は集中防御配置の難しさを示すものであった。
主装甲は主甲板から水面下までの僅かな高さまでしか防御できず、水面下は大部分が空所となっており、奥は水タンクと重油タンクの三層構造で、各層を19mmの装甲と76mmの木材で隔てるのみである。
また、159mmの厚さを誇る水平装甲も主甲板のみで、そこから上の兵員室などは防御されていなかった上、機関区上は95mmと極端に薄くなり、自国製の14インチ砲相手では25,000m先から抜かれ始め、米国製16インチ砲相手では2万m台から機関区上面を、26,000m台から弾薬庫上面を貫かれる防御力でしかなかった。対して舷側防御ならイタリア製15インチ砲相手ならば25,000m台までならば耐え、ドイツ製15インチ砲相手なら21,000m台までならば接近されても安全だった。さらに、前述の傾斜装甲は撃角が増大するほど命中弾が斜撃となり、敵弾の貫徹力が低下した。
水中防御には3.1mの対魚雷バルジがあり、38㎜の隔壁を縦方向に入れる事により、TNT火薬340㎏の爆発にも耐えられるようになっていた。これでも英海軍では不足と判断されたが、実際に本級において雷撃による重大な損傷はなかった。
長所・短所含め設計には第一次世界大戦の戦訓が生かされている。

## 機関

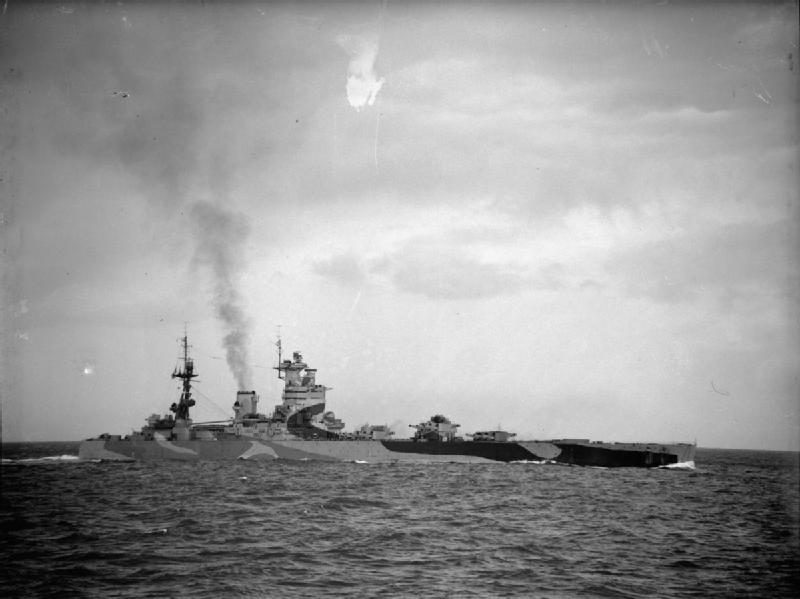
1942年頃に撮られた「ネルソン」。

本級の機関は、攻撃力と防御力の矛盾による不利を最も多く受けた箇所である。要求性能は機関重量を2,000トン以下に抑えつつも最大出力45,000馬力を達成するように強く求めるものだった。これを達成できなければ既存艦よりも低速になった。目標値の達成のために新技術が投入された。新設計のアドミラリティ型三胴式重油専焼水管缶は過熱器・給水加熱器（エコノマイザー）を備え、過熱蒸気を採用した。これを8基搭載し、さらにフッドの成功を考慮して、構造は異なるもののブラウン・カーチス式ギヤード・タービン2基を組み合わせて2軸推進とした。結果、最大出力45,000hpで計画値よりも高速な最大速力23ノットを発揮した。タービンの構成は、巡航段落を内蔵した高圧タービンと後進段落を備えた低圧タービンを減速歯車装置で1軸にまとめた物であった。
本級の機関は公試において計画出力を上回る好成績を残したが、反面、機関の無理な軽量化を図った設計が災いして耐久性と信頼性の低下を招いた。さらに新設計の高温高圧缶の蒸気圧にタービンが耐えられず、タービン翼と羽車の亀裂発生に悩まされた。英国海軍は「機関の信頼性低下の不備は製造を行ったジョン・ブラウン社にある」とし、実際、ジョン・ブラウン社が原因究明と対策を充分に行えなかった事もあり、以後の新艦艇にはパーソンズ社のギヤード・タービンが搭載されることとなった。
本級の機関は艦尾部の奥すぼまりのスペースに収めるため、従来の様式では機関の配置が難しくなった。これを解決するために最もスペースを要するタービンを収める機関室を艦橋の真下に配置し、配置に融通の利くボイラーを収める缶室をその後方に配置したため、機関室の後方に缶室があるという特異な機関・缶室の配置となった。
船体中央部の幅の広い場所にギヤード・タービン2基を減速機を介して2軸を置き、推進軸2軸をまたぐように缶室を配置し、缶室には1室あたりボイラー缶2基を収め、計8基4室を田の字型に区切られた艦尾部に配置する集中配置方式とした。この配置方式は従来方式よりも推進軸が長くなる欠点はあるが、重要な推進機関を舷側から離れた箇所に置く事により、効果的な対艦防御と水中防御の庇護が受けられると共に、艦尾側に煙突を配置する事で少しでも艦橋から煤煙を遠ざけられる設計であった、しかし前述の通り煤煙の艦橋への逆流に関しては効果はなかった。

## 操舵機構
以前の英戦艦や同時期の他国戦艦では、戦艦の舵は平行2枚舵が主流であったが、本級は大型のバランス舵1枚のみを装備している。2枚舵方式に比べて1枚舵方式は追従性や旋回性に劣る反面、構造が簡素で建造コストが低下し、さらに水の抵抗が少なく速力と燃費の向上に有利であった。
なお前級のリヴェンジ級戦艦では、主舵に加えて小型の副舵も装備していたが、効果無しと判断され、本級では副舵は廃止されている。また、本級以降の英戦艦も同様に、大型1枚舵のみを採用している。

## 軽量化
本級は軽量化のために様々な対策がとられた。砲の特徴的な配置以外にも、高強度D鋼の採用、アルミニウム製備品、チーク材よりも軽い樅材の使用などである。
また、本級の艦体軽量化で重要視されたのは「メリハリ」のあるボディである。つまり、重要区画は徹底的に守る反面、損傷しても致命傷にならないような部位には最小限の装甲しか施されなかったのである。この方針が間違っていなかった事は、本級が常に最前線にありながらも致命傷を受けなかった事で証明された。

## 同型艦
- ネルソン Nelson （ナポレオン戦争当時の提督、初代ネルソン子爵ホレーショ・ネルソン）
- ロドニー Rodney （18世紀の提督、初代ロドニー男爵ジョージ・ロドニー）

## 参考図書
- 「世界の艦船増刊第22集　近代戦艦史」（海人社）
- 「世界の艦船増刊第83集　近代戦艦史」（海人社）
- 「世界の艦船増刊第30集　イギリス戦艦史」（海人社）
- 「世界の艦船増刊第67集　第2次大戦時のイギリス戦艦」（海人社）
- 「世界の艦船増刊 2007年増刊 日本戦艦史」（海人社）
- 「世界の艦船増刊 2012年増刊 アメリカ戦艦史」（海人社）
- 「世界の戦艦　砲力と装甲の優越で艦隊決戦に君臨したバトルシップ発達史 (〈歴史群像〉太平洋戦史シリーズ (41))」（学習研究社）